# William Lewis
|   | a | b | c | d | e | f | g | h |   |
| 8 | a8 černý věž · b8 černý jezdec · c8 černý střelec · d8 černý dáma · e8 černý král · g8 černý jezdec · h8 černý věž · a7 černý pěšec · b7 černý pěšec · c7 černý pěšec · f7 černý pěšec · g7 černý pěšec · h7 černý pěšec · c5 černý střelec · d5 černý pěšec · e5 černý pěšec · c4 bílý střelec · e4 bílý pěšec · c3 bílý pěšec · a2 bílý pěšec · b2 bílý pěšec · d2 bílý pěšec · f2 bílý pěšec · g2 bílý pěšec · h2 bílý pěšec · a1 bílý věž · b1 bílý jezdec · c1 bílý střelec · d1 bílý dáma · e1 bílý král · g1 bílý jezdec · h1 bílý věž | a8 černý věž · b8 černý jezdec · c8 černý střelec · d8 černý dáma · e8 černý král · g8 černý jezdec · h8 černý věž · a7 černý pěšec · b7 černý pěšec · c7 černý pěšec · f7 černý pěšec · g7 černý pěšec · h7 černý pěšec · c5 černý střelec · d5 černý pěšec · e5 černý pěšec · c4 bílý střelec · e4 bílý pěšec · c3 bílý pěšec · a2 bílý pěšec · b2 bílý pěšec · d2 bílý pěšec · f2 bílý pěšec · g2 bílý pěšec · h2 bílý pěšec · a1 bílý věž · b1 bílý jezdec · c1 bílý střelec · d1 bílý dáma · e1 bílý král · g1 bílý jezdec · h1 bílý věž | a8 černý věž · b8 černý jezdec · c8 černý střelec · d8 černý dáma · e8 černý král · g8 černý jezdec · h8 černý věž · a7 černý pěšec · b7 černý pěšec · c7 černý pěšec · f7 černý pěšec · g7 černý pěšec · h7 černý pěšec · c5 černý střelec · d5 černý pěšec · e5 černý pěšec · c4 bílý střelec · e4 bílý pěšec · c3 bílý pěšec · a2 bílý pěšec · b2 bílý pěšec · d2 bílý pěšec · f2 bílý pěšec · g2 bílý pěšec · h2 bílý pěšec · a1 bílý věž · b1 bílý jezdec · c1 bílý střelec · d1 bílý dáma · e1 bílý král · g1 bílý jezdec · h1 bílý věž | a8 černý věž · b8 černý jezdec · c8 černý střelec · d8 černý dáma · e8 černý král · g8 černý jezdec · h8 černý věž · a7 černý pěšec · b7 černý pěšec · c7 černý pěšec · f7 černý pěšec · g7 černý pěšec · h7 černý pěšec · c5 černý střelec · d5 černý pěšec · e5 černý pěšec · c4 bílý střelec · e4 bílý pěšec · c3 bílý pěšec · a2 bílý pěšec · b2 bílý pěšec · d2 bílý pěšec · f2 bílý pěšec · g2 bílý pěšec · h2 bílý pěšec · a1 bílý věž · b1 bílý jezdec · c1 bílý střelec · d1 bílý dáma · e1 bílý král · g1 bílý jezdec · h1 bílý věž | a8 černý věž · b8 černý jezdec · c8 černý střelec · d8 černý dáma · e8 černý král · g8 černý jezdec · h8 černý věž · a7 černý pěšec · b7 černý pěšec · c7 černý pěšec · f7 černý pěšec · g7 černý pěšec · h7 černý pěšec · c5 černý střelec · d5 černý pěšec · e5 černý pěšec · c4 bílý střelec · e4 bílý pěšec · c3 bílý pěšec · a2 bílý pěšec · b2 bílý pěšec · d2 bílý pěšec · f2 bílý pěšec · g2 bílý pěšec · h2 bílý pěšec · a1 bílý věž · b1 bílý jezdec · c1 bílý střelec · d1 bílý dáma · e1 bílý král · g1 bílý jezdec · h1 bílý věž | a8 černý věž · b8 černý jezdec · c8 černý střelec · d8 černý dáma · e8 černý král · g8 černý jezdec · h8 černý věž · a7 černý pěšec · b7 černý pěšec · c7 černý pěšec · f7 černý pěšec · g7 černý pěšec · h7 černý pěšec · c5 černý střelec · d5 černý pěšec · e5 černý pěšec · c4 bílý střelec · e4 bílý pěšec · c3 bílý pěšec · a2 bílý pěšec · b2 bílý pěšec · d2 bílý pěšec · f2 bílý pěšec · g2 bílý pěšec · h2 bílý pěšec · a1 bílý věž · b1 bílý jezdec · c1 bílý střelec · d1 bílý dáma · e1 bílý král · g1 bílý jezdec · h1 bílý věž | a8 černý věž · b8 černý jezdec · c8 černý střelec · d8 černý dáma · e8 černý král · g8 černý jezdec · h8 černý věž · a7 černý pěšec · b7 černý pěšec · c7 černý pěšec · f7 černý pěšec · g7 černý pěšec · h7 černý pěšec · c5 černý střelec · d5 černý pěšec · e5 černý pěšec · c4 bílý střelec · e4 bílý pěšec · c3 bílý pěšec · a2 bílý pěšec · b2 bílý pěšec · d2 bílý pěšec · f2 bílý pěšec · g2 bílý pěšec · h2 bílý pěšec · a1 bílý věž · b1 bílý jezdec · c1 bílý střelec · d1 bílý dáma · e1 bílý král · g1 bílý jezdec · h1 bílý věž | a8 černý věž · b8 černý jezdec · c8 černý střelec · d8 černý dáma · e8 černý král · g8 černý jezdec · h8 černý věž · a7 černý pěšec · b7 černý pěšec · c7 černý pěšec · f7 černý pěšec · g7 černý pěšec · h7 černý pěšec · c5 černý střelec · d5 černý pěšec · e5 černý pěšec · c4 bílý střelec · e4 bílý pěšec · c3 bílý pěšec · a2 bílý pěšec · b2 bílý pěšec · d2 bílý pěšec · f2 bílý pěšec · g2 bílý pěšec · h2 bílý pěšec · a1 bílý věž · b1 bílý jezdec · c1 bílý střelec · d1 bílý dáma · e1 bílý král · g1 bílý jezdec · h1 bílý věž | 8 |
| 7 | a8 černý věž · b8 černý jezdec · c8 černý střelec · d8 černý dáma · e8 černý král · g8 černý jezdec · h8 černý věž · a7 černý pěšec · b7 černý pěšec · c7 černý pěšec · f7 černý pěšec · g7 černý pěšec · h7 černý pěšec · c5 černý střelec · d5 černý pěšec · e5 černý pěšec · c4 bílý střelec · e4 bílý pěšec · c3 bílý pěšec · a2 bílý pěšec · b2 bílý pěšec · d2 bílý pěšec · f2 bílý pěšec · g2 bílý pěšec · h2 bílý pěšec · a1 bílý věž · b1 bílý jezdec · c1 bílý střelec · d1 bílý dáma · e1 bílý král · g1 bílý jezdec · h1 bílý věž | a8 černý věž · b8 černý jezdec · c8 černý střelec · d8 černý dáma · e8 černý král · g8 černý jezdec · h8 černý věž · a7 černý pěšec · b7 černý pěšec · c7 černý pěšec · f7 černý pěšec · g7 černý pěšec · h7 černý pěšec · c5 černý střelec · d5 černý pěšec · e5 černý pěšec · c4 bílý střelec · e4 bílý pěšec · c3 bílý pěšec · a2 bílý pěšec · b2 bílý pěšec · d2 bílý pěšec · f2 bílý pěšec · g2 bílý pěšec · h2 bílý pěšec · a1 bílý věž · b1 bílý jezdec · c1 bílý střelec · d1 bílý dáma · e1 bílý král · g1 bílý jezdec · h1 bílý věž | a8 černý věž · b8 černý jezdec · c8 černý střelec · d8 černý dáma · e8 černý král · g8 černý jezdec · h8 černý věž · a7 černý pěšec · b7 černý pěšec · c7 černý pěšec · f7 černý pěšec · g7 černý pěšec · h7 černý pěšec · c5 černý střelec · d5 černý pěšec · e5 černý pěšec · c4 bílý střelec · e4 bílý pěšec · c3 bílý pěšec · a2 bílý pěšec · b2 bílý pěšec · d2 bílý pěšec · f2 bílý pěšec · g2 bílý pěšec · h2 bílý pěšec · a1 bílý věž · b1 bílý jezdec · c1 bílý střelec · d1 bílý dáma · e1 bílý král · g1 bílý jezdec · h1 bílý věž | a8 černý věž · b8 černý jezdec · c8 černý střelec · d8 černý dáma · e8 černý král · g8 černý jezdec · h8 černý věž · a7 černý pěšec · b7 černý pěšec · c7 černý pěšec · f7 černý pěšec · g7 černý pěšec · h7 černý pěšec · c5 černý střelec · d5 černý pěšec · e5 černý pěšec · c4 bílý střelec · e4 bílý pěšec · c3 bílý pěšec · a2 bílý pěšec · b2 bílý pěšec · d2 bílý pěšec · f2 bílý pěšec · g2 bílý pěšec · h2 bílý pěšec · a1 bílý věž · b1 bílý jezdec · c1 bílý střelec · d1 bílý dáma · e1 bílý král · g1 bílý jezdec · h1 bílý věž | a8 černý věž · b8 černý jezdec · c8 černý střelec · d8 černý dáma · e8 černý král · g8 černý jezdec · h8 černý věž · a7 černý pěšec · b7 černý pěšec · c7 černý pěšec · f7 černý pěšec · g7 černý pěšec · h7 černý pěšec · c5 černý střelec · d5 černý pěšec · e5 černý pěšec · c4 bílý střelec · e4 bílý pěšec · c3 bílý pěšec · a2 bílý pěšec · b2 bílý pěšec · d2 bílý pěšec · f2 bílý pěšec · g2 bílý pěšec · h2 bílý pěšec · a1 bílý věž · b1 bílý jezdec · c1 bílý střelec · d1 bílý dáma · e1 bílý král · g1 bílý jezdec · h1 bílý věž | a8 černý věž · b8 černý jezdec · c8 černý střelec · d8 černý dáma · e8 černý král · g8 černý jezdec · h8 černý věž · a7 černý pěšec · b7 černý pěšec · c7 černý pěšec · f7 černý pěšec · g7 černý pěšec · h7 černý pěšec · c5 černý střelec · d5 černý pěšec · e5 černý pěšec · c4 bílý střelec · e4 bílý pěšec · c3 bílý pěšec · a2 bílý pěšec · b2 bílý pěšec · d2 bílý pěšec · f2 bílý pěšec · g2 bílý pěšec · h2 bílý pěšec · a1 bílý věž · b1 bílý jezdec · c1 bílý střelec · d1 bílý dáma · e1 bílý král · g1 bílý jezdec · h1 bílý věž | a8 černý věž · b8 černý jezdec · c8 černý střelec · d8 černý dáma · e8 černý král · g8 černý jezdec · h8 černý věž · a7 černý pěšec · b7 černý pěšec · c7 černý pěšec · f7 černý pěšec · g7 černý pěšec · h7 černý pěšec · c5 černý střelec · d5 černý pěšec · e5 černý pěšec · c4 bílý střelec · e4 bílý pěšec · c3 bílý pěšec · a2 bílý pěšec · b2 bílý pěšec · d2 bílý pěšec · f2 bílý pěšec · g2 bílý pěšec · h2 bílý pěšec · a1 bílý věž · b1 bílý jezdec · c1 bílý střelec · d1 bílý dáma · e1 bílý král · g1 bílý jezdec · h1 bílý věž | a8 černý věž · b8 černý jezdec · c8 černý střelec · d8 černý dáma · e8 černý král · g8 černý jezdec · h8 černý věž · a7 černý pěšec · b7 černý pěšec · c7 černý pěšec · f7 černý pěšec · g7 černý pěšec · h7 černý pěšec · c5 černý střelec · d5 černý pěšec · e5 černý pěšec · c4 bílý střelec · e4 bílý pěšec · c3 bílý pěšec · a2 bílý pěšec · b2 bílý pěšec · d2 bílý pěšec · f2 bílý pěšec · g2 bílý pěšec · h2 bílý pěšec · a1 bílý věž · b1 bílý jezdec · c1 bílý střelec · d1 bílý dáma · e1 bílý král · g1 bílý jezdec · h1 bílý věž | 7 |
| 6 | a8 černý věž · b8 černý jezdec · c8 černý střelec · d8 černý dáma · e8 černý král · g8 černý jezdec · h8 černý věž · a7 černý pěšec · b7 černý pěšec · c7 černý pěšec · f7 černý pěšec · g7 černý pěšec · h7 černý pěšec · c5 černý střelec · d5 černý pěšec · e5 černý pěšec · c4 bílý střelec · e4 bílý pěšec · c3 bílý pěšec · a2 bílý pěšec · b2 bílý pěšec · d2 bílý pěšec · f2 bílý pěšec · g2 bílý pěšec · h2 bílý pěšec · a1 bílý věž · b1 bílý jezdec · c1 bílý střelec · d1 bílý dáma · e1 bílý král · g1 bílý jezdec · h1 bílý věž | a8 černý věž · b8 černý jezdec · c8 černý střelec · d8 černý dáma · e8 černý král · g8 černý jezdec · h8 černý věž · a7 černý pěšec · b7 černý pěšec · c7 černý pěšec · f7 černý pěšec · g7 černý pěšec · h7 černý pěšec · c5 černý střelec · d5 černý pěšec · e5 černý pěšec · c4 bílý střelec · e4 bílý pěšec · c3 bílý pěšec · a2 bílý pěšec · b2 bílý pěšec · d2 bílý pěšec · f2 bílý pěšec · g2 bílý pěšec · h2 bílý pěšec · a1 bílý věž · b1 bílý jezdec · c1 bílý střelec · d1 bílý dáma · e1 bílý král · g1 bílý jezdec · h1 bílý věž | a8 černý věž · b8 černý jezdec · c8 černý střelec · d8 černý dáma · e8 černý král · g8 černý jezdec · h8 černý věž · a7 černý pěšec · b7 černý pěšec · c7 černý pěšec · f7 černý pěšec · g7 černý pěšec · h7 černý pěšec · c5 černý střelec · d5 černý pěšec · e5 černý pěšec · c4 bílý střelec · e4 bílý pěšec · c3 bílý pěšec · a2 bílý pěšec · b2 bílý pěšec · d2 bílý pěšec · f2 bílý pěšec · g2 bílý pěšec · h2 bílý pěšec · a1 bílý věž · b1 bílý jezdec · c1 bílý střelec · d1 bílý dáma · e1 bílý král · g1 bílý jezdec · h1 bílý věž | a8 černý věž · b8 černý jezdec · c8 černý střelec · d8 černý dáma · e8 černý král · g8 černý jezdec · h8 černý věž · a7 černý pěšec · b7 černý pěšec · c7 černý pěšec · f7 černý pěšec · g7 černý pěšec · h7 černý pěšec · c5 černý střelec · d5 černý pěšec · e5 černý pěšec · c4 bílý střelec · e4 bílý pěšec · c3 bílý pěšec · a2 bílý pěšec · b2 bílý pěšec · d2 bílý pěšec · f2 bílý pěšec · g2 bílý pěšec · h2 bílý pěšec · a1 bílý věž · b1 bílý jezdec · c1 bílý střelec · d1 bílý dáma · e1 bílý král · g1 bílý jezdec · h1 bílý věž | a8 černý věž · b8 černý jezdec · c8 černý střelec · d8 černý dáma · e8 černý král · g8 černý jezdec · h8 černý věž · a7 černý pěšec · b7 černý pěšec · c7 černý pěšec · f7 černý pěšec · g7 černý pěšec · h7 černý pěšec · c5 černý střelec · d5 černý pěšec · e5 černý pěšec · c4 bílý střelec · e4 bílý pěšec · c3 bílý pěšec · a2 bílý pěšec · b2 bílý pěšec · d2 bílý pěšec · f2 bílý pěšec · g2 bílý pěšec · h2 bílý pěšec · a1 bílý věž · b1 bílý jezdec · c1 bílý střelec · d1 bílý dáma · e1 bílý král · g1 bílý jezdec · h1 bílý věž | a8 černý věž · b8 černý jezdec · c8 černý střelec · d8 černý dáma · e8 černý král · g8 černý jezdec · h8 černý věž · a7 černý pěšec · b7 černý pěšec · c7 černý pěšec · f7 černý pěšec · g7 černý pěšec · h7 černý pěšec · c5 černý střelec · d5 černý pěšec · e5 černý pěšec · c4 bílý střelec · e4 bílý pěšec · c3 bílý pěšec · a2 bílý pěšec · b2 bílý pěšec · d2 bílý pěšec · f2 bílý pěšec · g2 bílý pěšec · h2 bílý pěšec · a1 bílý věž · b1 bílý jezdec · c1 bílý střelec · d1 bílý dáma · e1 bílý král · g1 bílý jezdec · h1 bílý věž | a8 černý věž · b8 černý jezdec · c8 černý střelec · d8 černý dáma · e8 černý král · g8 černý jezdec · h8 černý věž · a7 černý pěšec · b7 černý pěšec · c7 černý pěšec · f7 černý pěšec · g7 černý pěšec · h7 černý pěšec · c5 černý střelec · d5 černý pěšec · e5 černý pěšec · c4 bílý střelec · e4 bílý pěšec · c3 bílý pěšec · a2 bílý pěšec · b2 bílý pěšec · d2 bílý pěšec · f2 bílý pěšec · g2 bílý pěšec · h2 bílý pěšec · a1 bílý věž · b1 bílý jezdec · c1 bílý střelec · d1 bílý dáma · e1 bílý král · g1 bílý jezdec · h1 bílý věž | a8 černý věž · b8 černý jezdec · c8 černý střelec · d8 černý dáma · e8 černý král · g8 černý jezdec · h8 černý věž · a7 černý pěšec · b7 černý pěšec · c7 černý pěšec · f7 černý pěšec · g7 černý pěšec · h7 černý pěšec · c5 černý střelec · d5 černý pěšec · e5 černý pěšec · c4 bílý střelec · e4 bílý pěšec · c3 bílý pěšec · a2 bílý pěšec · b2 bílý pěšec · d2 bílý pěšec · f2 bílý pěšec · g2 bílý pěšec · h2 bílý pěšec · a1 bílý věž · b1 bílý jezdec · c1 bílý střelec · d1 bílý dáma · e1 bílý král · g1 bílý jezdec · h1 bílý věž | 6 |
| 5 | a8 černý věž · b8 černý jezdec · c8 černý střelec · d8 černý dáma · e8 černý král · g8 černý jezdec · h8 černý věž · a7 černý pěšec · b7 černý pěšec · c7 černý pěšec · f7 černý pěšec · g7 černý pěšec · h7 černý pěšec · c5 černý střelec · d5 černý pěšec · e5 černý pěšec · c4 bílý střelec · e4 bílý pěšec · c3 bílý pěšec · a2 bílý pěšec · b2 bílý pěšec · d2 bílý pěšec · f2 bílý pěšec · g2 bílý pěšec · h2 bílý pěšec · a1 bílý věž · b1 bílý jezdec · c1 bílý střelec · d1 bílý dáma · e1 bílý král · g1 bílý jezdec · h1 bílý věž | a8 černý věž · b8 černý jezdec · c8 černý střelec · d8 černý dáma · e8 černý král · g8 černý jezdec · h8 černý věž · a7 černý pěšec · b7 černý pěšec · c7 černý pěšec · f7 černý pěšec · g7 černý pěšec · h7 černý pěšec · c5 černý střelec · d5 černý pěšec · e5 černý pěšec · c4 bílý střelec · e4 bílý pěšec · c3 bílý pěšec · a2 bílý pěšec · b2 bílý pěšec · d2 bílý pěšec · f2 bílý pěšec · g2 bílý pěšec · h2 bílý pěšec · a1 bílý věž · b1 bílý jezdec · c1 bílý střelec · d1 bílý dáma · e1 bílý král · g1 bílý jezdec · h1 bílý věž | a8 černý věž · b8 černý jezdec · c8 černý střelec · d8 černý dáma · e8 černý král · g8 černý jezdec · h8 černý věž · a7 černý pěšec · b7 černý pěšec · c7 černý pěšec · f7 černý pěšec · g7 černý pěšec · h7 černý pěšec · c5 černý střelec · d5 černý pěšec · e5 černý pěšec · c4 bílý střelec · e4 bílý pěšec · c3 bílý pěšec · a2 bílý pěšec · b2 bílý pěšec · d2 bílý pěšec · f2 bílý pěšec · g2 bílý pěšec · h2 bílý pěšec · a1 bílý věž · b1 bílý jezdec · c1 bílý střelec · d1 bílý dáma · e1 bílý král · g1 bílý jezdec · h1 bílý věž | a8 černý věž · b8 černý jezdec · c8 černý střelec · d8 černý dáma · e8 černý král · g8 černý jezdec · h8 černý věž · a7 černý pěšec · b7 černý pěšec · c7 černý pěšec · f7 černý pěšec · g7 černý pěšec · h7 černý pěšec · c5 černý střelec · d5 černý pěšec · e5 černý pěšec · c4 bílý střelec · e4 bílý pěšec · c3 bílý pěšec · a2 bílý pěšec · b2 bílý pěšec · d2 bílý pěšec · f2 bílý pěšec · g2 bílý pěšec · h2 bílý pěšec · a1 bílý věž · b1 bílý jezdec · c1 bílý střelec · d1 bílý dáma · e1 bílý král · g1 bílý jezdec · h1 bílý věž | a8 černý věž · b8 černý jezdec · c8 černý střelec · d8 černý dáma · e8 černý král · g8 černý jezdec · h8 černý věž · a7 černý pěšec · b7 černý pěšec · c7 černý pěšec · f7 černý pěšec · g7 černý pěšec · h7 černý pěšec · c5 černý střelec · d5 černý pěšec · e5 černý pěšec · c4 bílý střelec · e4 bílý pěšec · c3 bílý pěšec · a2 bílý pěšec · b2 bílý pěšec · d2 bílý pěšec · f2 bílý pěšec · g2 bílý pěšec · h2 bílý pěšec · a1 bílý věž · b1 bílý jezdec · c1 bílý střelec · d1 bílý dáma · e1 bílý král · g1 bílý jezdec · h1 bílý věž | a8 černý věž · b8 černý jezdec · c8 černý střelec · d8 černý dáma · e8 černý král · g8 černý jezdec · h8 černý věž · a7 černý pěšec · b7 černý pěšec · c7 černý pěšec · f7 černý pěšec · g7 černý pěšec · h7 černý pěšec · c5 černý střelec · d5 černý pěšec · e5 černý pěšec · c4 bílý střelec · e4 bílý pěšec · c3 bílý pěšec · a2 bílý pěšec · b2 bílý pěšec · d2 bílý pěšec · f2 bílý pěšec · g2 bílý pěšec · h2 bílý pěšec · a1 bílý věž · b1 bílý jezdec · c1 bílý střelec · d1 bílý dáma · e1 bílý král · g1 bílý jezdec · h1 bílý věž | a8 černý věž · b8 černý jezdec · c8 černý střelec · d8 černý dáma · e8 černý král · g8 černý jezdec · h8 černý věž · a7 černý pěšec · b7 černý pěšec · c7 černý pěšec · f7 černý pěšec · g7 černý pěšec · h7 černý pěšec · c5 černý střelec · d5 černý pěšec · e5 černý pěšec · c4 bílý střelec · e4 bílý pěšec · c3 bílý pěšec · a2 bílý pěšec · b2 bílý pěšec · d2 bílý pěšec · f2 bílý pěšec · g2 bílý pěšec · h2 bílý pěšec · a1 bílý věž · b1 bílý jezdec · c1 bílý střelec · d1 bílý dáma · e1 bílý král · g1 bílý jezdec · h1 bílý věž | a8 černý věž · b8 černý jezdec · c8 černý střelec · d8 černý dáma · e8 černý král · g8 černý jezdec · h8 černý věž · a7 černý pěšec · b7 černý pěšec · c7 černý pěšec · f7 černý pěšec · g7 černý pěšec · h7 černý pěšec · c5 černý střelec · d5 černý pěšec · e5 černý pěšec · c4 bílý střelec · e4 bílý pěšec · c3 bílý pěšec · a2 bílý pěšec · b2 bílý pěšec · d2 bílý pěšec · f2 bílý pěšec · g2 bílý pěšec · h2 bílý pěšec · a1 bílý věž · b1 bílý jezdec · c1 bílý střelec · d1 bílý dáma · e1 bílý král · g1 bílý jezdec · h1 bílý věž | 5 |
| 4 | a8 černý věž · b8 černý jezdec · c8 černý střelec · d8 černý dáma · e8 černý král · g8 černý jezdec · h8 černý věž · a7 černý pěšec · b7 černý pěšec · c7 černý pěšec · f7 černý pěšec · g7 černý pěšec · h7 černý pěšec · c5 černý střelec · d5 černý pěšec · e5 černý pěšec · c4 bílý střelec · e4 bílý pěšec · c3 bílý pěšec · a2 bílý pěšec · b2 bílý pěšec · d2 bílý pěšec · f2 bílý pěšec · g2 bílý pěšec · h2 bílý pěšec · a1 bílý věž · b1 bílý jezdec · c1 bílý střelec · d1 bílý dáma · e1 bílý král · g1 bílý jezdec · h1 bílý věž | a8 černý věž · b8 černý jezdec · c8 černý střelec · d8 černý dáma · e8 černý král · g8 černý jezdec · h8 černý věž · a7 černý pěšec · b7 černý pěšec · c7 černý pěšec · f7 černý pěšec · g7 černý pěšec · h7 černý pěšec · c5 černý střelec · d5 černý pěšec · e5 černý pěšec · c4 bílý střelec · e4 bílý pěšec · c3 bílý pěšec · a2 bílý pěšec · b2 bílý pěšec · d2 bílý pěšec · f2 bílý pěšec · g2 bílý pěšec · h2 bílý pěšec · a1 bílý věž · b1 bílý jezdec · c1 bílý střelec · d1 bílý dáma · e1 bílý král · g1 bílý jezdec · h1 bílý věž | a8 černý věž · b8 černý jezdec · c8 černý střelec · d8 černý dáma · e8 černý král · g8 černý jezdec · h8 černý věž · a7 černý pěšec · b7 černý pěšec · c7 černý pěšec · f7 černý pěšec · g7 černý pěšec · h7 černý pěšec · c5 černý střelec · d5 černý pěšec · e5 černý pěšec · c4 bílý střelec · e4 bílý pěšec · c3 bílý pěšec · a2 bílý pěšec · b2 bílý pěšec · d2 bílý pěšec · f2 bílý pěšec · g2 bílý pěšec · h2 bílý pěšec · a1 bílý věž · b1 bílý jezdec · c1 bílý střelec · d1 bílý dáma · e1 bílý král · g1 bílý jezdec · h1 bílý věž | a8 černý věž · b8 černý jezdec · c8 černý střelec · d8 černý dáma · e8 černý král · g8 černý jezdec · h8 černý věž · a7 černý pěšec · b7 černý pěšec · c7 černý pěšec · f7 černý pěšec · g7 černý pěšec · h7 černý pěšec · c5 černý střelec · d5 černý pěšec · e5 černý pěšec · c4 bílý střelec · e4 bílý pěšec · c3 bílý pěšec · a2 bílý pěšec · b2 bílý pěšec · d2 bílý pěšec · f2 bílý pěšec · g2 bílý pěšec · h2 bílý pěšec · a1 bílý věž · b1 bílý jezdec · c1 bílý střelec · d1 bílý dáma · e1 bílý král · g1 bílý jezdec · h1 bílý věž | a8 černý věž · b8 černý jezdec · c8 černý střelec · d8 černý dáma · e8 černý král · g8 černý jezdec · h8 černý věž · a7 černý pěšec · b7 černý pěšec · c7 černý pěšec · f7 černý pěšec · g7 černý pěšec · h7 černý pěšec · c5 černý střelec · d5 černý pěšec · e5 černý pěšec · c4 bílý střelec · e4 bílý pěšec · c3 bílý pěšec · a2 bílý pěšec · b2 bílý pěšec · d2 bílý pěšec · f2 bílý pěšec · g2 bílý pěšec · h2 bílý pěšec · a1 bílý věž · b1 bílý jezdec · c1 bílý střelec · d1 bílý dáma · e1 bílý král · g1 bílý jezdec · h1 bílý věž | a8 černý věž · b8 černý jezdec · c8 černý střelec · d8 černý dáma · e8 černý král · g8 černý jezdec · h8 černý věž · a7 černý pěšec · b7 černý pěšec · c7 černý pěšec · f7 černý pěšec · g7 černý pěšec · h7 černý pěšec · c5 černý střelec · d5 černý pěšec · e5 černý pěšec · c4 bílý střelec · e4 bílý pěšec · c3 bílý pěšec · a2 bílý pěšec · b2 bílý pěšec · d2 bílý pěšec · f2 bílý pěšec · g2 bílý pěšec · h2 bílý pěšec · a1 bílý věž · b1 bílý jezdec · c1 bílý střelec · d1 bílý dáma · e1 bílý král · g1 bílý jezdec · h1 bílý věž | a8 černý věž · b8 černý jezdec · c8 černý střelec · d8 černý dáma · e8 černý král · g8 černý jezdec · h8 černý věž · a7 černý pěšec · b7 černý pěšec · c7 černý pěšec · f7 černý pěšec · g7 černý pěšec · h7 černý pěšec · c5 černý střelec · d5 černý pěšec · e5 černý pěšec · c4 bílý střelec · e4 bílý pěšec · c3 bílý pěšec · a2 bílý pěšec · b2 bílý pěšec · d2 bílý pěšec · f2 bílý pěšec · g2 bílý pěšec · h2 bílý pěšec · a1 bílý věž · b1 bílý jezdec · c1 bílý střelec · d1 bílý dáma · e1 bílý král · g1 bílý jezdec · h1 bílý věž | a8 černý věž · b8 černý jezdec · c8 černý střelec · d8 černý dáma · e8 černý král · g8 černý jezdec · h8 černý věž · a7 černý pěšec · b7 černý pěšec · c7 černý pěšec · f7 černý pěšec · g7 černý pěšec · h7 černý pěšec · c5 černý střelec · d5 černý pěšec · e5 černý pěšec · c4 bílý střelec · e4 bílý pěšec · c3 bílý pěšec · a2 bílý pěšec · b2 bílý pěšec · d2 bílý pěšec · f2 bílý pěšec · g2 bílý pěšec · h2 bílý pěšec · a1 bílý věž · b1 bílý jezdec · c1 bílý střelec · d1 bílý dáma · e1 bílý král · g1 bílý jezdec · h1 bílý věž | 4 |
| 3 | a8 černý věž · b8 černý jezdec · c8 černý střelec · d8 černý dáma · e8 černý král · g8 černý jezdec · h8 černý věž · a7 černý pěšec · b7 černý pěšec · c7 černý pěšec · f7 černý pěšec · g7 černý pěšec · h7 černý pěšec · c5 černý střelec · d5 černý pěšec · e5 černý pěšec · c4 bílý střelec · e4 bílý pěšec · c3 bílý pěšec · a2 bílý pěšec · b2 bílý pěšec · d2 bílý pěšec · f2 bílý pěšec · g2 bílý pěšec · h2 bílý pěšec · a1 bílý věž · b1 bílý jezdec · c1 bílý střelec · d1 bílý dáma · e1 bílý král · g1 bílý jezdec · h1 bílý věž | a8 černý věž · b8 černý jezdec · c8 černý střelec · d8 černý dáma · e8 černý král · g8 černý jezdec · h8 černý věž · a7 černý pěšec · b7 černý pěšec · c7 černý pěšec · f7 černý pěšec · g7 černý pěšec · h7 černý pěšec · c5 černý střelec · d5 černý pěšec · e5 černý pěšec · c4 bílý střelec · e4 bílý pěšec · c3 bílý pěšec · a2 bílý pěšec · b2 bílý pěšec · d2 bílý pěšec · f2 bílý pěšec · g2 bílý pěšec · h2 bílý pěšec · a1 bílý věž · b1 bílý jezdec · c1 bílý střelec · d1 bílý dáma · e1 bílý král · g1 bílý jezdec · h1 bílý věž | a8 černý věž · b8 černý jezdec · c8 černý střelec · d8 černý dáma · e8 černý král · g8 černý jezdec · h8 černý věž · a7 černý pěšec · b7 černý pěšec · c7 černý pěšec · f7 černý pěšec · g7 černý pěšec · h7 černý pěšec · c5 černý střelec · d5 černý pěšec · e5 černý pěšec · c4 bílý střelec · e4 bílý pěšec · c3 bílý pěšec · a2 bílý pěšec · b2 bílý pěšec · d2 bílý pěšec · f2 bílý pěšec · g2 bílý pěšec · h2 bílý pěšec · a1 bílý věž · b1 bílý jezdec · c1 bílý střelec · d1 bílý dáma · e1 bílý král · g1 bílý jezdec · h1 bílý věž | a8 černý věž · b8 černý jezdec · c8 černý střelec · d8 černý dáma · e8 černý král · g8 černý jezdec · h8 černý věž · a7 černý pěšec · b7 černý pěšec · c7 černý pěšec · f7 černý pěšec · g7 černý pěšec · h7 černý pěšec · c5 černý střelec · d5 černý pěšec · e5 černý pěšec · c4 bílý střelec · e4 bílý pěšec · c3 bílý pěšec · a2 bílý pěšec · b2 bílý pěšec · d2 bílý pěšec · f2 bílý pěšec · g2 bílý pěšec · h2 bílý pěšec · a1 bílý věž · b1 bílý jezdec · c1 bílý střelec · d1 bílý dáma · e1 bílý král · g1 bílý jezdec · h1 bílý věž | a8 černý věž · b8 černý jezdec · c8 černý střelec · d8 černý dáma · e8 černý král · g8 černý jezdec · h8 černý věž · a7 černý pěšec · b7 černý pěšec · c7 černý pěšec · f7 černý pěšec · g7 černý pěšec · h7 černý pěšec · c5 černý střelec · d5 černý pěšec · e5 černý pěšec · c4 bílý střelec · e4 bílý pěšec · c3 bílý pěšec · a2 bílý pěšec · b2 bílý pěšec · d2 bílý pěšec · f2 bílý pěšec · g2 bílý pěšec · h2 bílý pěšec · a1 bílý věž · b1 bílý jezdec · c1 bílý střelec · d1 bílý dáma · e1 bílý král · g1 bílý jezdec · h1 bílý věž | a8 černý věž · b8 černý jezdec · c8 černý střelec · d8 černý dáma · e8 černý král · g8 černý jezdec · h8 černý věž · a7 černý pěšec · b7 černý pěšec · c7 černý pěšec · f7 černý pěšec · g7 černý pěšec · h7 černý pěšec · c5 černý střelec · d5 černý pěšec · e5 černý pěšec · c4 bílý střelec · e4 bílý pěšec · c3 bílý pěšec · a2 bílý pěšec · b2 bílý pěšec · d2 bílý pěšec · f2 bílý pěšec · g2 bílý pěšec · h2 bílý pěšec · a1 bílý věž · b1 bílý jezdec · c1 bílý střelec · d1 bílý dáma · e1 bílý král · g1 bílý jezdec · h1 bílý věž | a8 černý věž · b8 černý jezdec · c8 černý střelec · d8 černý dáma · e8 černý král · g8 černý jezdec · h8 černý věž · a7 černý pěšec · b7 černý pěšec · c7 černý pěšec · f7 černý pěšec · g7 černý pěšec · h7 černý pěšec · c5 černý střelec · d5 černý pěšec · e5 černý pěšec · c4 bílý střelec · e4 bílý pěšec · c3 bílý pěšec · a2 bílý pěšec · b2 bílý pěšec · d2 bílý pěšec · f2 bílý pěšec · g2 bílý pěšec · h2 bílý pěšec · a1 bílý věž · b1 bílý jezdec · c1 bílý střelec · d1 bílý dáma · e1 bílý král · g1 bílý jezdec · h1 bílý věž | a8 černý věž · b8 černý jezdec · c8 černý střelec · d8 černý dáma · e8 černý král · g8 černý jezdec · h8 černý věž · a7 černý pěšec · b7 černý pěšec · c7 černý pěšec · f7 černý pěšec · g7 černý pěšec · h7 černý pěšec · c5 černý střelec · d5 černý pěšec · e5 černý pěšec · c4 bílý střelec · e4 bílý pěšec · c3 bílý pěšec · a2 bílý pěšec · b2 bílý pěšec · d2 bílý pěšec · f2 bílý pěšec · g2 bílý pěšec · h2 bílý pěšec · a1 bílý věž · b1 bílý jezdec · c1 bílý střelec · d1 bílý dáma · e1 bílý král · g1 bílý jezdec · h1 bílý věž | 3 |
| 2 | a8 černý věž · b8 černý jezdec · c8 černý střelec · d8 černý dáma · e8 černý král · g8 černý jezdec · h8 černý věž · a7 černý pěšec · b7 černý pěšec · c7 černý pěšec · f7 černý pěšec · g7 černý pěšec · h7 černý pěšec · c5 černý střelec · d5 černý pěšec · e5 černý pěšec · c4 bílý střelec · e4 bílý pěšec · c3 bílý pěšec · a2 bílý pěšec · b2 bílý pěšec · d2 bílý pěšec · f2 bílý pěšec · g2 bílý pěšec · h2 bílý pěšec · a1 bílý věž · b1 bílý jezdec · c1 bílý střelec · d1 bílý dáma · e1 bílý král · g1 bílý jezdec · h1 bílý věž | a8 černý věž · b8 černý jezdec · c8 černý střelec · d8 černý dáma · e8 černý král · g8 černý jezdec · h8 černý věž · a7 černý pěšec · b7 černý pěšec · c7 černý pěšec · f7 černý pěšec · g7 černý pěšec · h7 černý pěšec · c5 černý střelec · d5 černý pěšec · e5 černý pěšec · c4 bílý střelec · e4 bílý pěšec · c3 bílý pěšec · a2 bílý pěšec · b2 bílý pěšec · d2 bílý pěšec · f2 bílý pěšec · g2 bílý pěšec · h2 bílý pěšec · a1 bílý věž · b1 bílý jezdec · c1 bílý střelec · d1 bílý dáma · e1 bílý král · g1 bílý jezdec · h1 bílý věž | a8 černý věž · b8 černý jezdec · c8 černý střelec · d8 černý dáma · e8 černý král · g8 černý jezdec · h8 černý věž · a7 černý pěšec · b7 černý pěšec · c7 černý pěšec · f7 černý pěšec · g7 černý pěšec · h7 černý pěšec · c5 černý střelec · d5 černý pěšec · e5 černý pěšec · c4 bílý střelec · e4 bílý pěšec · c3 bílý pěšec · a2 bílý pěšec · b2 bílý pěšec · d2 bílý pěšec · f2 bílý pěšec · g2 bílý pěšec · h2 bílý pěšec · a1 bílý věž · b1 bílý jezdec · c1 bílý střelec · d1 bílý dáma · e1 bílý král · g1 bílý jezdec · h1 bílý věž | a8 černý věž · b8 černý jezdec · c8 černý střelec · d8 černý dáma · e8 černý král · g8 černý jezdec · h8 černý věž · a7 černý pěšec · b7 černý pěšec · c7 černý pěšec · f7 černý pěšec · g7 černý pěšec · h7 černý pěšec · c5 černý střelec · d5 černý pěšec · e5 černý pěšec · c4 bílý střelec · e4 bílý pěšec · c3 bílý pěšec · a2 bílý pěšec · b2 bílý pěšec · d2 bílý pěšec · f2 bílý pěšec · g2 bílý pěšec · h2 bílý pěšec · a1 bílý věž · b1 bílý jezdec · c1 bílý střelec · d1 bílý dáma · e1 bílý král · g1 bílý jezdec · h1 bílý věž | a8 černý věž · b8 černý jezdec · c8 černý střelec · d8 černý dáma · e8 černý král · g8 černý jezdec · h8 černý věž · a7 černý pěšec · b7 černý pěšec · c7 černý pěšec · f7 černý pěšec · g7 černý pěšec · h7 černý pěšec · c5 černý střelec · d5 černý pěšec · e5 černý pěšec · c4 bílý střelec · e4 bílý pěšec · c3 bílý pěšec · a2 bílý pěšec · b2 bílý pěšec · d2 bílý pěšec · f2 bílý pěšec · g2 bílý pěšec · h2 bílý pěšec · a1 bílý věž · b1 bílý jezdec · c1 bílý střelec · d1 bílý dáma · e1 bílý král · g1 bílý jezdec · h1 bílý věž | a8 černý věž · b8 černý jezdec · c8 černý střelec · d8 černý dáma · e8 černý král · g8 černý jezdec · h8 černý věž · a7 černý pěšec · b7 černý pěšec · c7 černý pěšec · f7 černý pěšec · g7 černý pěšec · h7 černý pěšec · c5 černý střelec · d5 černý pěšec · e5 černý pěšec · c4 bílý střelec · e4 bílý pěšec · c3 bílý pěšec · a2 bílý pěšec · b2 bílý pěšec · d2 bílý pěšec · f2 bílý pěšec · g2 bílý pěšec · h2 bílý pěšec · a1 bílý věž · b1 bílý jezdec · c1 bílý střelec · d1 bílý dáma · e1 bílý král · g1 bílý jezdec · h1 bílý věž | a8 černý věž · b8 černý jezdec · c8 černý střelec · d8 černý dáma · e8 černý král · g8 černý jezdec · h8 černý věž · a7 černý pěšec · b7 černý pěšec · c7 černý pěšec · f7 černý pěšec · g7 černý pěšec · h7 černý pěšec · c5 černý střelec · d5 černý pěšec · e5 černý pěšec · c4 bílý střelec · e4 bílý pěšec · c3 bílý pěšec · a2 bílý pěšec · b2 bílý pěšec · d2 bílý pěšec · f2 bílý pěšec · g2 bílý pěšec · h2 bílý pěšec · a1 bílý věž · b1 bílý jezdec · c1 bílý střelec · d1 bílý dáma · e1 bílý král · g1 bílý jezdec · h1 bílý věž | a8 černý věž · b8 černý jezdec · c8 černý střelec · d8 černý dáma · e8 černý král · g8 černý jezdec · h8 černý věž · a7 černý pěšec · b7 černý pěšec · c7 černý pěšec · f7 černý pěšec · g7 černý pěšec · h7 černý pěšec · c5 černý střelec · d5 černý pěšec · e5 černý pěšec · c4 bílý střelec · e4 bílý pěšec · c3 bílý pěšec · a2 bílý pěšec · b2 bílý pěšec · d2 bílý pěšec · f2 bílý pěšec · g2 bílý pěšec · h2 bílý pěšec · a1 bílý věž · b1 bílý jezdec · c1 bílý střelec · d1 bílý dáma · e1 bílý král · g1 bílý jezdec · h1 bílý věž | 2 |
| 1 | a8 černý věž · b8 černý jezdec · c8 černý střelec · d8 černý dáma · e8 černý král · g8 černý jezdec · h8 černý věž · a7 černý pěšec · b7 černý pěšec · c7 černý pěšec · f7 černý pěšec · g7 černý pěšec · h7 černý pěšec · c5 černý střelec · d5 černý pěšec · e5 černý pěšec · c4 bílý střelec · e4 bílý pěšec · c3 bílý pěšec · a2 bílý pěšec · b2 bílý pěšec · d2 bílý pěšec · f2 bílý pěšec · g2 bílý pěšec · h2 bílý pěšec · a1 bílý věž · b1 bílý jezdec · c1 bílý střelec · d1 bílý dáma · e1 bílý král · g1 bílý jezdec · h1 bílý věž | a8 černý věž · b8 černý jezdec · c8 černý střelec · d8 černý dáma · e8 černý král · g8 černý jezdec · h8 černý věž · a7 černý pěšec · b7 černý pěšec · c7 černý pěšec · f7 černý pěšec · g7 černý pěšec · h7 černý pěšec · c5 černý střelec · d5 černý pěšec · e5 černý pěšec · c4 bílý střelec · e4 bílý pěšec · c3 bílý pěšec · a2 bílý pěšec · b2 bílý pěšec · d2 bílý pěšec · f2 bílý pěšec · g2 bílý pěšec · h2 bílý pěšec · a1 bílý věž · b1 bílý jezdec · c1 bílý střelec · d1 bílý dáma · e1 bílý král · g1 bílý jezdec · h1 bílý věž | a8 černý věž · b8 černý jezdec · c8 černý střelec · d8 černý dáma · e8 černý král · g8 černý jezdec · h8 černý věž · a7 černý pěšec · b7 černý pěšec · c7 černý pěšec · f7 černý pěšec · g7 černý pěšec · h7 černý pěšec · c5 černý střelec · d5 černý pěšec · e5 černý pěšec · c4 bílý střelec · e4 bílý pěšec · c3 bílý pěšec · a2 bílý pěšec · b2 bílý pěšec · d2 bílý pěšec · f2 bílý pěšec · g2 bílý pěšec · h2 bílý pěšec · a1 bílý věž · b1 bílý jezdec · c1 bílý střelec · d1 bílý dáma · e1 bílý král · g1 bílý jezdec · h1 bílý věž | a8 černý věž · b8 černý jezdec · c8 černý střelec · d8 černý dáma · e8 černý král · g8 černý jezdec · h8 černý věž · a7 černý pěšec · b7 černý pěšec · c7 černý pěšec · f7 černý pěšec · g7 černý pěšec · h7 černý pěšec · c5 černý střelec · d5 černý pěšec · e5 černý pěšec · c4 bílý střelec · e4 bílý pěšec · c3 bílý pěšec · a2 bílý pěšec · b2 bílý pěšec · d2 bílý pěšec · f2 bílý pěšec · g2 bílý pěšec · h2 bílý pěšec · a1 bílý věž · b1 bílý jezdec · c1 bílý střelec · d1 bílý dáma · e1 bílý král · g1 bílý jezdec · h1 bílý věž | a8 černý věž · b8 černý jezdec · c8 černý střelec · d8 černý dáma · e8 černý král · g8 černý jezdec · h8 černý věž · a7 černý pěšec · b7 černý pěšec · c7 černý pěšec · f7 černý pěšec · g7 černý pěšec · h7 černý pěšec · c5 černý střelec · d5 černý pěšec · e5 černý pěšec · c4 bílý střelec · e4 bílý pěšec · c3 bílý pěšec · a2 bílý pěšec · b2 bílý pěšec · d2 bílý pěšec · f2 bílý pěšec · g2 bílý pěšec · h2 bílý pěšec · a1 bílý věž · b1 bílý jezdec · c1 bílý střelec · d1 bílý dáma · e1 bílý král · g1 bílý jezdec · h1 bílý věž | a8 černý věž · b8 černý jezdec · c8 černý střelec · d8 černý dáma · e8 černý král · g8 černý jezdec · h8 černý věž · a7 černý pěšec · b7 černý pěšec · c7 černý pěšec · f7 černý pěšec · g7 černý pěšec · h7 černý pěšec · c5 černý střelec · d5 černý pěšec · e5 černý pěšec · c4 bílý střelec · e4 bílý pěšec · c3 bílý pěšec · a2 bílý pěšec · b2 bílý pěšec · d2 bílý pěšec · f2 bílý pěšec · g2 bílý pěšec · h2 bílý pěšec · a1 bílý věž · b1 bílý jezdec · c1 bílý střelec · d1 bílý dáma · e1 bílý král · g1 bílý jezdec · h1 bílý věž | a8 černý věž · b8 černý jezdec · c8 černý střelec · d8 černý dáma · e8 černý král · g8 černý jezdec · h8 černý věž · a7 černý pěšec · b7 černý pěšec · c7 černý pěšec · f7 černý pěšec · g7 černý pěšec · h7 černý pěšec · c5 černý střelec · d5 černý pěšec · e5 černý pěšec · c4 bílý střelec · e4 bílý pěšec · c3 bílý pěšec · a2 bílý pěšec · b2 bílý pěšec · d2 bílý pěšec · f2 bílý pěšec · g2 bílý pěšec · h2 bílý pěšec · a1 bílý věž · b1 bílý jezdec · c1 bílý střelec · d1 bílý dáma · e1 bílý král · g1 bílý jezdec · h1 bílý věž | a8 černý věž · b8 černý jezdec · c8 černý střelec · d8 černý dáma · e8 černý král · g8 černý jezdec · h8 černý věž · a7 černý pěšec · b7 černý pěšec · c7 černý pěšec · f7 černý pěšec · g7 černý pěšec · h7 černý pěšec · c5 černý střelec · d5 černý pěšec · e5 černý pěšec · c4 bílý střelec · e4 bílý pěšec · c3 bílý pěšec · a2 bílý pěšec · b2 bílý pěšec · d2 bílý pěšec · f2 bílý pěšec · g2 bílý pěšec · h2 bílý pěšec · a1 bílý věž · b1 bílý jezdec · c1 bílý střelec · d1 bílý dáma · e1 bílý král · g1 bílý jezdec · h1 bílý věž | 1 |
|   | a | b | c | d | e | f | g | h |   |

William Lewis (9. října 1787, Birmingham – 22. října 1870, Londýn) byl britský šachový mistr a šachový učitel, jeden z operátorů údajného šachového automatu Turek (roku 1819 při jeho turné po Velké Británii).
Lewis se učil hrát šachy v šachových kavárnách Tom's Coffee House, kde se scházel London Chess Club, a v Salopian Coffee House, kde mu dával lekce Jacob Henry Sarratt. Stejně jako jeho učitel, byl i Lewis propagátorem italské šachové školy (zejména názorů Lorenza Domenica Ponzianiho) a kritikem názorů F. A. D. Philidora. Působil také jako učitel šachu (sám se nazýval tímto titulem) a k jeho nejvýznamnějším žákům patřil například Alexander McDonnell. Zabýval se rovněž kompozičním šachem a do angličtiny přeložil díla Gioacchina Greca a Pietra Carrery. Je po něm pojmenován tzv. Lewisův protigambit 1.e4 e5 2.Sc4 Sc5 3.c3 d5 ve střelcově hře.
Lewis napsal celou řadu šachových knih:
- Oriental Chess (1817), první kniha šachových úloh tištěná v Anglii[4],
- Chess problems (1827), sbírka šachových úloh,[3]
- šachové příručky pro začátečníky, které obsahují pravidla a základy strategie,[3]
  - A Series of Progressive Lessons .. for the Use of Beginners (1831),
  - A Second Series of Lessons .. for the Use of the Higher Class of Player (1832),
  - Chess for Beginners in a Series of Progressive Lessons (1835),
  - The Chess Board Companion (1838),
- A Selection of Games at Chess (La Bourdonnais-McDonnell 1834), sbírka partií ze zápasu La Bourdonnaise s Alexandrem McDonellem, vydaná roku 1835,[3]
- A Treatise on the Game of Chess (1844), obsahující úvod do hry a analýzu otevření, útoku a obrany.[3]